# Дзецьмарув
Дзецьмарув (пол. Dziećmarów, нім. Dittmerau) — село в Польщі, у гміні Баборув Ґлубчицького повіту Опольського воєводства.
Населення — 249 осіб (2011).

## Демографія
Демографічна структура станом на 31 березня 2011 року:
|          | Загалом | Допрацездатний вік | Працездатний вік | Постпрацездатний вік |
| -------- | ------- | ------------------ | ---------------- | -------------------- |
| Чоловіки | 123     | 18                 | 92               | 13                   |
| Жінки    | 126     | 23                 | 72               | 31                   |
| Разом    | 249     | 41                 | 164              | 44                   |